# Claudio Merulo
Claudio Merulo (Merlotti, Merulus, često i Claudio da Correggio) (Correggio, 4. travnja 1533. – Parma, 4. svibnja 1604.), talijanski skladatelj i svirač orgulja u kasnom renesansnom razdoblju.
Kad se rodio, prezime Merlotti je dobio po latinskom nazivu kosa.
21. listopada 1556. postao je orguljaš u Veneciji. 